# Stimorol
Stimorol è una azienda danese specializzata nella produzione di gomme da masticare. È stata fondata nel 1915 da Holger Sørensen, ed ha la sua sede nella città di Vejle.
Il nome può riferirsi tanto all'azienda vera e propria che alla principale marca di gomme da essa prodotta, che venne lanciata sul mercato nel 1956. Queste, inizialmente distribuite solo in Scandinavia, ben presto si diffusero in altri paesi europei, prima di tutti i Paesi Bassi, dove apparvero nel 1959.

## Curiosità
- Le gomme Stimorol sono menzionate nella canzone Cinnamon del gruppo italiano Offlaga Disco Pax, contenuta nel loro album d'esordio Socialismo tascabile del 2005. In essa si afferma come, dopo la scomparsa delle "rivoluzionarie" gomme "Cinnamon" alla cannella, "c'era chi si dava alle Stimorol danesi, e chi invece si drogava con le Dentigomma".

- Il marchio Stimorol compare in una scena all'inizio del film Christiane F. - Noi, i ragazzi dello zoo di Berlino: quando la sorella di Christiane, nel momento di separarsi da lei, le offre una gomma porgendole il caratteristico pacchetto.